# Андрющенко, Игорь Владимирович
Игорь Владимирович Андрющенко (бел. Ігар Уладзіміравіч Андрушчанка; род. 28 августа 1967, Комсомольск-на-Амуре, Хабаровский край) — советский российский, белорусский хоккеист, нападающий. Тренер.

## Биография
Воспитанник хоккея Комсомольска-на-Амуре, тренер С. М. Машковцев
Играл в командах «Амурсталь» (1984/85 — 1985/86, 1993/94), «Мотор» Барнаул (1986/87 — 1992/93, 1994/95), «Авангард» Омск (1995/96), СКА-«Амур» / «Амур» Хабаровск (1996/97 — 2001/02), «Энергия» Кемерово (2002/03), «Юность» Минск (2003/04 — 2006/07), «Керамин» Минск (2007/08 — 2008/09), «Неман» Гродно (2009), «Чайна Дрэгон» (Китай, 2009/10).
Тренер «Юниора» Минск (2010/11 — 2011/12), «Донбасса-2» Донецк (2011/12). Тренер (2013), и. о. главного тренера (с 31 октября 2013), главный тренер «Юности» Минск (2013/14). Тренер команды 2002 г. р. в «Драгунах» Можайск (2015/16 — 2016/17), главный тренер команды НМХЛ «Драгуны» (23 октября 2016 — 27 января 2017). Главный тренер команд чемпионата Эстонии «Викинг» (2017/18 — 2019/20), «Вайперс» (2020/21). Тренер в команде ВХЛ АКМ (2024/25, до 12 января).
Сын Вячеслав (род. 1989) — хоккеист. Дочь.

## Достижения
Игрок
- Бронзовый призер чемпионата МХЛ (1996)[1]
- Чемпион Беларуси (2004, 2005, 2006, 2008)
- Обладатель Кубка Беларуси (2005, 2009)
- Обладатель Континентального кубка (2007, в решающем матче против «Авангарда» забросил победный буллит)[5][6]

Тренер
- Чемпион Украины (2013)[1]
- Чемпион Эстонии (2018)